# Ribeirão Jataizinho (Assaí)
Der Ribeirão Jataizinho ist ein etwa 15 km langer rechter Nebenfluss des Rio Tibaji im Norden des brasilianischen Bundesstaats Paraná.

## Etymologie
Jataí ist in der Sprache der Eingeborenen der Name der Geleepalme (Butia). Die Butia-Palme kommt im Süden Brasiliens ebenso wie in Uruguay, Argentinien und Paraguay häufig vor. Der Name bezeichnet auch eine bestimmte Art von Bienen, die sich vom Nektar dieser Palmen ernähren. Das Suffix -zinho ist die portugiesische Verkleinerungsform.
Der Fluss teilt seinen Namen mit dem Ribeirão Jataizinho, der etwa 25 km nördlich im Munizip Jataizinho ebenfalls von rechts zum Rio Tibaji fließt.

## Geografie

### Lage
Das Einzugsgebiet des Ribeirão Jataizinho befindet sich auf dem Terceiro Planalto Paranaense (Dritte oder Guarapuava-Hochebene von Paraná).

### Verlauf
Sein Quellgebiet liegt im Munizip Assaí auf 478 m Meereshöhe etwa 10 km westlich der Ortschaft São Sebastião da Amoreira in der Nähe der PR-090 (Estrada do Cerne).
Der Fluss verläuft in der ersten Hälfte seines Laufs in Richtung Südwesten, dann wendet er sich nach Westen. Er mündet auf 386 m Höhe von rechts in den Rio Tibaji. Er ist etwa 15 km lang.

### Munizipien im Einzugsgebiet
Der Ribeirão Jataizinho verläuft vollständig innerhalb des Munizips Assaí.